# ديزيري أندريه
ديزيري أندريه (بالفرنسية: Désiré André)‏ هو أستاذ جامعي ورياضياتي فرنسي، ولد في 29 مارس 1840 في ليون في فرنسا، وتوفي في 12 سبتمبر 1917 في باريس في فرنسا. اشتهر بعمله على الأعداد الكاتلانية والتبديلات المتناوبة.